# Copa Volta Redonda de Voleibol Masculino
A Copa Volta Redonda de Vôlei Masculino é um torneio internacional de voleibol que ocorre anualmente na cidade de Volta Redonda-RJ.
A competição conta com 4 equipes.. Na primeira edição, os jogos ocorreram no no Ginásio do Recreio do Trabalhador, e na segunda, os jogos aconteceram no Ginásio Poliesportivo General Euclydes Figueiredo.

## Edições
| Edição | Ano  | Campeão | Ginásio                                           | Ref.  |
| ------ | ---- | ------- | ------------------------------------------------- | ----- |
| I      | 2011 | RJX     | Ginásio do Recreio do Trabalhador                 | [ 4 ] |
| II     | 2012 | RJX     | Ginásio Poliesportivo General Euclydes Figueiredo | [ 5 ] |